# Mauro Bärtsch
Mauro Bärtsch (* 10. April 1985) ist ein ehemaliger Schweizer Duathlet und Triathlet. Er ist Ironman-Sieger (2015) und wird in der Bestenliste Schweizer Triathleten auf der Ironman-Distanz geführt.

## Sportlicher Werdegang
Mauro Bärtsch betreibt seit 2011 Triathlon. Nach einigen Wettkämpfen über die olympische Distanz (1,5 km Laufen, 40 km Radfahren und 10 km Laufen) entschied er sich 2013 für einen Start bei Wettkämpfen unter den Markenzeichen Ironman 70.3 und Ironman. Er wurde trainiert von Joseph Spindler.
Beim ersten Ironman 70.3 in Berlin qualifizierte er sich als Sieger in der Altersklasse M25–29 für das Saisonfinale der WTC bei den Ironman 70.3 World Championships in Las Vegas. Beim ersten Start über die Ironman-Distanz gewann er in Zürich die Altersklasse 25–29 und qualifizierte sich für die Ironman World Championships auf Hawaii 2013.
Seit 2014 verfügte er über eine Profi-Lizenz von Swiss Triathlon.

Im August 2015 gewann Bärtsch die Erstaustragung des Ironman Vichy (3,86 km Schwimmen, 180,2 km Radfahren und 42,195 km Laufen). Beim Ironman Hawaii 2016 belegte der damals 31-Jährige als drittschnellster Schweizer den 34. Rang, hinter Ronnie Schildknecht (Rang 15) und Ruedi Wild (Rang 21). Seit 2019 tritt Bärtsch nicht mehr international in Erscheinung.
Mauro Bärtsch studierte von 2005 bis 2011 an der Universität St. Gallen und ist bei der Chameleon Asset Management AG tätig.

## Sportliche Erfolge
| Datum/Jahr    | Platz | Wettbewerb                      | Austragungsort | Zeit     | Bemerkung |
| ------------- | ----- | ------------------------------- | -------------- | -------- | --- |
| 12. Juni 2016 | 5     | Ironman 70.3 Staffordshire      | Staffordshire  | 04:09:37 | |
| 13. Sep. 2015 | 5     | Ironman 70.3 Rügen              | Binz           | 03:59:34 | |
| 14. Sep. 2014 | 8     | Ironman 70.3 Rügen              | Binz           | 04:03:45 | Das Rennen wurde bei der Erstaustragung witterungsbedingt ohne die Schwimmdistanz als Duathlon ausgetragen (5 km Laufen, 90 km Radfahren und 21,1 km Laufen). |
| 8. Sep. 2013  | 33    | Ironman 70.3 World Championship | Las Vegas      | 04:16:52 | 2. Platz der Altersklasse 25–29 |
| 16. Juni 2013 | 12    | Ironman 70.3 Berlin             | Berlin         | 04:04:34 | 1. Platz AK 25–29 |

| Datum/Jahr    | Platz | Wettbewerb          | Austragungsort    | Zeit     | Bemerkung                                                 |
| ------------- | ----- | ------------------- | ----------------- | -------- | --------------------------------------------------------- |
| 8. Okt. 2016  | 34    | Ironman Hawaii      | Kona              | 08:54:16 |                                                           |
| 24. Juli 2016 | 6     | Ironman Switzerland | Zürich            | 08:36:55 |                                                           |
| 14. Nov. 2015 | 6     | Ironman Malaysia    | Langkawi          | 09:06:24 |                                                           |
| 4. Okt. 2015  | 4     | Ironman Barcelona   | Calella           | 08:10:25 | persönliche Ironman-Bestzeit                              |
| 30. Aug. 2015 | 1     | Ironman Vichy       | Vichy             | 08:23:49 | bei der Erstaustragung                                    |
| 28. Juni 2015 | 14    | Ironman France      | Nizza             | 09:20:22 |                                                           |
| 23. Mai 2015  | 3     | Ironman Lanzarote   | Puerto del Carmen | 09:04:45 |                                                           |
| 12. Apr. 2015 | 7     | Ironman Taiwan      | Kenting           | 08:46:33 |                                                           |
| 6. Okt. 2014  | 11    | Ironman Barcelona   | Calella           | 08:34:47 |                                                           |
| 27. Juli 2014 | 35    | Ironman Switzerland | Zürich            | 09:22:37 | mit dem schnellsten Marathon des Tages in 2:52:20 Stunden |
| 12. Okt. 2013 | 73    | Ironman Hawaii      | Kona              | 09:05:37 | 7. Platz AK 25–29                                         |
| 28. Juli 2013 | 14    | Ironman Switzerland | Zürich            | 09:21:11 | 1. Platz AK 25–29                                         |

(DNF – Did Not Finish)